# سولون بيرس
سولون بيرس (بالإنجليزية: Solon Pierce)‏ هو صحفي ومُحرِّر وسياسي أمريكي، ولد في 7 مارس 1831، وتوفي في 23 سبتمبر 1903. انتخب عضو جمعية ولاية ويسكونسن.